# Seznam tvrzí v Kraji Vysočina
Seznam tvrzí nacházejících se v Kraji Vysočina, seřazených podle abecedy:
| Objekt                     | Obrázek | Okres            | Památková ochrana | Lokace | Dochovaný stav                                                           |
| -------------------------- | ------- | ---------------- | ----------------- | --- | ------------------------------------------------------------------------ |
| Bačkov                     |         | Havlíčkův Brod   |                   | vedle domu čp. 1 | přestavěna na zámek, roku 2011 zbořen                                    |
| Bačkovice                  |         | Třebíč           |                   | levý břeh Želivky u mostu na severním konci obce                                                                                            | tvrziště                                                                 |
| Batelov (nová tvrz)        |         | Jihlava          | 33201/7-4679      | ulice Na Mýtě | přestavena na zámek                                                      |
| Batelov (stará tvrz)       |         | Jihlava          |                   | na srázu nad Jihlavou, jihozápadně od kostela sv. Barbory                                                                                   | zcela zanikla                                                            |
| Bedřichov                  |         | Pelhřimov        |                   | patrně nedaleko dnešní autobusové zastávky                                                                                                  | zcela zanikla                                                            |
| Bělá                       |         | Havlíčkův Brod   |                   | v zahradě domu čp. 10 | zřícenina                                                                |
| Bilantova Lhota            |         | Havlíčkův Brod   |                   | v lese mezi Bilantovou Lhotou a Dobrovítovou Lhotou                                                                                         | tvrziště                                                                 |
| Biskupice                  |         | Třebíč           |                   | na okraji obce v lese, nad bezejmenným přítokem Račího potoka                                                                               | tvrziště                                                                 |
| Blažkov                    |         | Žďár nad Sázavou |                   | v lese při silnici na Mirošov, nad bezejmenným přítokem Bobrůvky                                                                            | tvrziště                                                                 |
| Bohdalov                   |         | Žďár nad Sázavou |                   | na poloostrově Bohdalovského rybníka, asi 2 km od městysu                                                                                   | tvrziště                                                                 |
| Bohumilice                 |         | Havlíčkův Brod   |                   | v zahradě domu čp. 59 | zanikající tvrziště                                                      |
| Božejov                    |         | Pelhřimov        |                   | Božejov 1 | přestavěna na zámek                                                      |
| Bransouze                  |         | Třebíč           |                   | nad řekou Jihlavou a červenou turistickou značkou z Bransouzů na Číchov                                                                     | tvrziště                                                                 |
| Brtnice                    |         | Jihlava          | 18806/7-4719      | Zámek 1 | přestavena na zámek                                                      |
| Březina                    |         | Pelhřimov        | 29972/3-3030      | Březina 1 | přestavena na zámek                                                      |
| Březník                    |         | Třebíč           |                   | patrně v místech domu čp. 81 | zcela zanikla                                                            |
| Budišov                    |         | Třebíč           | 36993/7-2548      | Budišov 1 | přestavena na zámek                                                      |
| Budkov                     |         | Třebíč           | 14438/7-2569      | Budkov 1 | přestavena na zámek                                                      |
| Čechočovice                |         | Třebíč           |                   | patrně v místech domu čp. 19 či v jeho okolí                                                                                                | zcela zanikla                                                            |
| Černíč                     |         | Jihlava          | 18613/7-4781      | Černíč 14 a 15 | přestavěna na mlýn                                                       |
| Červená Řečice             |         | Pelhřimov        | 36908/3-2977      | Červená Řečice 1 | přestavěna na hrad a ten později na zámek                                |
| Čížov                      |         | Jihlava          |                   | v zaniklé osadě Čížov při silnici mezi Starou Říší a Vápovicemi                                                                             | zcela zanikla                                                            |
| Dašovice                   |         | Třebíč           |                   | asi 1,5 km východně od Lesné, v zaniklé obci v lese pod horou Mařenka                                                                       | zanikla                                                                  |
| Dalečín (nová tvrz)        |         | Žďár nad Sázavou |                   | nedaleko čp. 30 (zámek) | přestavena na první zámek (později zcela zanikl)                         |
| Dalečín (stará tvrz)       |         | Žďár nad Sázavou |                   | nedaleko čp. 30 (zámek) | zcela zanikla                                                            |
| Dobronín (Šicndorf)        |         | Havlíčkův Brod   |                   | u Cubrtova mlýna (dnes Štocká 193/10) | zcela zanikla                                                            |
| Dolní Krupá                |         | Havlíčkův Brod   |                   | Dolní Krupá 1 | přestavena na zámek                                                      |
| Dolní Rožínka              |         | Žďár nad Sázavou | 20337/7-4011      | Dolní Rožínka 1 | přestavěna na zámek                                                      |
| Golčův Jeníkov             |         | Havlíčkův Brod   | 28665/6-145       | 5. května 8 | tvrz                                                                     |
| Hacpurek                   |         | Pelhřimov        |                   | nad rybníkem Hacpurek, nedaleko stejnojmenné osady mezi Velkou Černou a Salačovou Lhotou                                                    | zcela zanikla                                                            |
| Hadrburg                   |         | Havlíčkův Brod   |                   | na louce na okraji lesíka, při červené turistické značce z Pohledu na Termesivy                                                             | zcela zanikla                                                            |
| Herálec                    |         | Havlíčkův Brod   | 15346/6-4517      | Herálec 1 | přestavěna na zámek                                                      |
| Heraltice                  |         | Třebíč           |                   | u dnešního domu čp. 55 | zanikla                                                                  |
| Hněvkovice                 |         | Pelhřimov        |                   | část hospodářského dvora u čp. 20 | přestavěna na hospodářskou budovu                                        |
| Horní Cerekev              |         | Pelhřimov        | 22566/3-3000      | Havlíčkova 1 | přestavěna na zámek                                                      |
| Horní Lhotice (dolní tvrz) |         | Třebíč           | 17556/7-2823      | v lese mezi Horní Lhoticí a Lesním Jakubovem, nad říčkou Chvojnicí a cyklotrasou 5182                                                       | zbytky zdí                                                               |
| Horní Lhotice (horní tvrz) |         | Třebíč           | 17556/7-2823      | v lese mezi Horní Lhoticí a Lesním Jakubovem, nad říčkou Chvojnicí a cyklotrasou 5184                                                       | tvrziště                                                                 |
| Horní Rozsíčka             |         | Žďár nad Sázavou |                   | u dnešního domu čp. 24 | zcela zanikla                                                            |
| Hornice                    |         | Třebíč           |                   | na okraji obce, za domem čp. 24 | tvrziště                                                                 |
| Hostačov                   |         | Havlíčkův Brod   | 31508/6-4369      | Hostačov 59 | přestavěna na zámek                                                      |
| Hostákov                   |         | Třebíč           |                   | na vrchu Hrádek nad cyklotrasou 5206 mezi Hostákovem a Opatským rybníkem                                                                    | tvrziště                                                                 |
| Hrotovice                  |         | Třebíč           | 32370/7-2649      | Náměstí 8. května 1 | přestavěna na zámek                                                      |
| Chotěboř                   |         | Havlíčkův Brod   | 21432/6-211       | Riegrova 1 | přestavěna na zámek                                                      |
| Jamné                      |         | Jihlava          | 29816/7-4860      | Jamné 1 | přestavěna na zámek                                                      |
| Jasenice                   |         | Třebíč           | 41273/7-2705      | Jasenice 53 | zřícenina                                                                |
| Jedov                      |         | Třebíč           |                   | místo tvrze dosud nebylo přesně lokalizováno                                                                                                | zcela zanikla                                                            |
| Jimramov (nová tvrz)       |         | Žďár nad Sázavou | 36489/7-4088      | Náměstí Jana Karafiáta 65 | přestavěna na zámek                                                      |
| Jimramov (stará tvrz)      |         | Žďár nad Sázavou |                   | místo tvrze dosud nebylo přesně lokalizováno                                                                                                | zcela zanikla                                                            |
| Jinošov (dolní tvrz)       |         | Třebíč           |                   | v zahradě u domu čp. 27 | tvrziště                                                                 |
| Jinošov (horní tvrz)       |         | Třebíč           |                   | Jinošov 21 | přestavěna na faru                                                       |
| Kamenice                   |         | Jihlava          | 29489/7-4924      | Kamenice 20 | tvrz                                                                     |
| Kněžice                    |         | Jihlava          |                   | Kněžice 1 | zcela zanikla, později zde byl postaven zámek                            |
| Kněževes nad Oslavou       |         | Žďár nad Sázavou | 38567/7-4136      | Kněževes 2 | tvrz                                                                     |
| Kočičí hrádek              |         | Pelhřimov        |                   | v lese mezi Košeticemi a Jiřičkami, nad soutokem bezejmenného potoka s Pekelským potokem, kousek od jeho soutoku s Martinickým potokem      | tvrziště                                                                 |
| Kojatín                    |         | Třebíč           |                   | místo tvrze dosud nebylo přesně lokalizováno                                                                                                | zcela zanikla                                                            |
| Kostelec u Jihlavy         |         | Jihlava          |                   | ostrůvek v rybníce u železniční trati na Jihlavu a sádek                                                                                    | zcela zanikla                                                            |
| Košetice                   |         | Pelhřimov        | 45018/3-3087      | Košetice 1 | přestavěna na zámek                                                      |
| Krahulov                   |         | Třebíč           | 40054/7-2807      | za domem čp. 51 | tvrziště                                                                 |
| Kralice nad Oslavou        |         | Třebíč           | 33483/7-2810      | v areálu Památníku Bible kralické | zřícenina                                                                |
| Krasonice                  |         | Jihlava          | 32882/7-4962      | Krasonice 9 | přestavěna na zámek                                                      |
| Krhov                      |         | Třebíč           | 31602/7-2813      | Krhov 43 | přestavěna na zámek                                                      |
| Kroměšín                   |         | Havlíčkův Brod   |                   | v osadě Kroměšín mezi domem čp. 94 a sýpkou                                                                                                 | zcela zanikla, později na jejím místě postaven zámek (roku 2005 zbořený) |
| Lesonice                   |         | Třebíč           |                   | Lesonice 2 | přestavěna na zámek                                                      |
| Lesůňky                    |         | Třebíč           |                   | na okraji obce mezi říčkou Rokytnou a železniční tratí na Jaroměřice nad Rokytnou                                                           | tvrziště                                                                 |
| Lhota u Lipníka            |         | Třebíč           |                   | v zaniklé osadě na místě dnešní hráze rybníka Vápeník                                                                                       | tvrziště                                                                 |
| Lhotice (nová tvrz)        |         | Pelhřimov        | 80436/3-3118      | v areálu domu čp. 23 | tvrz                                                                     |
| Lhotice (stará tvrz)       |         | Pelhřimov        |                   | na ostrohu nad Želivkou a bývalým mlýnem, mezi osadou Závodí a obcí Lhotice                                                                 | tvrziště                                                                 |
| Lhotka                     |         | Pelhřimov        |                   | za domem čp. 11, na ostrůvku zaniklého rybníka                                                                                              | tvrziště                                                                 |
| Lhotka u Mirošova          |         | Žďár nad Sázavou |                   | v zaniklé osadě Lhotka, pod vysílačem mezi rybníkem Piknusek a vrchem Baršovice                                                             | zcela zanikla                                                            |
| Lipňany                    |         | Třebíč           |                   | u rybníka v zaniklé obci, nad Lipňanským potokem                                                                                            | zcela zanikla                                                            |
| Lísek                      |         | Jihlava          |                   | v lese na kopci Lísek, asi 2 km jihozápadně od Rácova                                                                                       | zcela zanikla                                                            |
| Litovany                   |         | Třebíč           |                   | na místě dnešních domů čp. 29, 55 a 61 | zcela zanikla                                                            |
| Luka nad Jihlavou          |         | Jihlava          |                   | za kostelem sv. Bartoloměje | zcela zanikla                                                            |
| Lukavec                    |         | Pelhřimov        | 45591/3-3134      | Antonína Sovy 1 | přestavěna na zámek                                                      |
| Lykodery                   |         | Třebíč           |                   | v zaniklé vsi Lykodery, v lese mezi hájenkou Ostrý a Ostrým Dvorem u Myslibořic                                                             | tvrziště                                                                 |
| Maleč                      |         | Havlíčkův Brod   | 30424/6-285       | Maleč 1 | přestavěna na zámek                                                      |
| Melechov                   |         | Havlíčkův Brod   | 34275/6-238       | nad obcí Kouty při odbočce zelené turistické značky na Melechov                                                                             | zřícenina                                                                |
| Mitrov                     |         | Žďár nad Sázavou |                   | Mitrov 1 | přestavěna na zámek                                                      |
| Mnich                      |         | Pelhřimov        | 36781/3-3151      | Mnich 1 | přestavěna na faru                                                       |
| Moravec                    |         | Žďár nad Sázavou | 39464/7-4219      | Moravec 1 | přestavěna na zámek                                                      |
| Moravecké Pavlovice        |         | Žďár nad Sázavou |                   | v zahradě domu čp. 18, nad bezejmenným přítokem Bobrůvky                                                                                    | tvrziště                                                                 |
| Mstěnice                   |         | Třebíč           | 35442/7-3039      | v zaniklé vsi Mstěnice, při odbočce zelené turistické značky mezi Hrotovicemi a Biskupicemi                                                 | zřícenina                                                                |
| Myslibořice                |         | Třebíč           | 19528/7-2872      | Myslibořice 1 | přestavěna na zámek                                                      |
| Myslůvka                   |         | Jihlava          |                   | v areálu domu čp. 8 | tvrziště                                                                 |
| Najdek                     |         | Žďár nad Sázavou |                   | za stavením za domem čp. 296, u skály zv. Švejk                                                                                             | tvrziště                                                                 |
| Nárameč                    |         | Třebíč           | 22765/7-2935      | Nárameč 33 | tvrz                                                                     |
| Nejepín                    |         | Havlíčkův Brod   |                   | Nejepín 1 | přestavěna na zámek                                                      |
| Nemojov                    |         | Pelhřimov        |                   | v lese nad rybníkem a Nemojovským potokem, nad zelenou turistickou značkou mezi Radňovem a Pavlovem                                         | tvrziště                                                                 |
| Nové Město na Moravě       |         | Žďár nad Sázavou | 27286/7-4261      | Vratislavovo náměstí 1 | přestavěna na zámek                                                      |
| Nové Syrovice              |         | Třebíč           | 26720/7-2938      | Nové Syrovice 1 | přestavěna na zámek                                                      |
| Nové Veselí                |         | Žďár nad Sázavou | 16871/7-8409      | Na Zámku 123 | přestavěna na zámek                                                      |
| Nový Rychnov               |         | Pelhřimov        | 36658/3-3169      | Nový Rychnov 1 | přestavěna na zámek                                                      |
| Nový Studenec              |         | Havlíčkův Brod   |                   | neznámá lokace, snad na místě dnes již neexistujícího třetího křídla zámku                                                                  | zcela zanikla                                                            |
| Okrouhlice                 |         | Havlíčkův Brod   | 23242/6-292       | Okrouhlice 1 | přestavěna na zámek                                                      |
| Okříšky                    |         | Třebíč           | 33503/7-2942      | Jihlavská 1 | přestavěna na zámek                                                      |
| Onšov                      |         | Pelhřimov        | 34514/3-3182      | Onšov 1 | přestavěna na zámek                                                      |
| Oponešice                  |         | Třebíč           | 31632/7-2949      | za domem čp. 50 | přestavěna na sýpku                                                      |
| Pacov                      |         | Pelhřimov        | 16898/3-3186      | Náměstí Svobody 1 | přestavěna na hrad, později na zámek                                     |
| Panenská                   |         | Třebíč           |                   | v lese nedaleko prameniště Hejnického potoka, mezi Dlouhou horou a Lukšovým kopcem                                                          | zcela zanikla                                                            |
| Pavlov                     |         | Pelhřimov        |                   | Pavlov 1 | přestavěna na zámek                                                      |
| Petrkov                    |         | Havlíčkův Brod   | 103796            | Petrkov 13 | přestavěna na zámek                                                      |
| Plešice                    |         | Třebíč           |                   | nedaleko VN Dalešice a hradu Holoubek, nad Plešickým potokem a Plešickým vodopádem                                                          | zcela zanikla                                                            |
| Police                     |         | Třebíč           | 16641/7-2968      | Police 1 | přestavěna na zámek                                                      |
| Proseč                     |         | Pelhřimov        | 39015/3-3260      | za domem čp. 13 | zřícenina                                                                |
| Proseč (u Pošné)           |         | Pelhřimov        | 26040/3-3265      | Proseč 1 | přestavěna na zámek                                                      |
| Proseč-Obořiště            |         | Pelhřimov        | 38806/3-3262      | Proseč-Obořiště 1 | přestavěna na zámek                                                      |
| Přeckov                    |         | Třebíč           |                   | na místě dnešního domu čp. 1 | zcela zanikla                                                            |
| Přemilovsko                |         | Havlíčkův Brod   |                   | v lese u cesty spojující silnici z Kožlí na Sechov se silničkou z Přemelovska na Bohumilice                                                 | tvrziště                                                                 |
| Přímělkov (nová tvrz)      |         | Jihlava          |                   | Přímělkov 35 | tvrz                                                                     |
| Přímělkov (stará tvrz)     |         | Jihlava          | 15852/7-5240      | na skalním ostrohu nad železniční tratí, nedaleko soutoku Brtnice a Jihlavy                                                                 | zbytky zdí                                                               |
| Příseka                    |         | Jihlava          | 35358/7-5149      | Příseka 18 | přestavěna na zámek                                                      |
| Puklice                    |         | Jihlava          | 45668/7-5153      | Puklice 1 | přestavěna na zámek                                                      |
| Pyšel                      |         | Třebíč           | 16101/7-2996      | Pyšel 46 | přestavěna na sýpku                                                      |
| Radešín                    |         | Žďár nad Sázavou | 24284/7-4373      | Radešín 1 | přestavěna na zámek                                                      |
| Radotice                   |         | Třebíč           |                   | v areálu domu čp. 26 | zcela zanikla                                                            |
| Rohy                       |         | Žďár nad Sázavou |                   | v lese u silnice ze Skřinářova na Heřmanov                                                                                                  | tvrziště                                                                 |
| Ronov                      |         | Žďár nad Sázavou | 30708/7-4331      | Ronov 5 | přestavěna na zámek                                                      |
| Rozsochatec                |         | Havlíčkův Brod   | 36495/6-4879      | Rozsochatec 2 | přestavěna na zámek                                                      |
| Rudolec                    |         | Žďár nad Sázavou | 17980/7-4412      | Rudolec 1 | přestavěna na zámek                                                      |
| Služátky                   |         | Pelhřimov        |                   | Služátky 4 | tvrz                                                                     |
| Smilov                     |         | Havlíčkův Brod   |                   | Smilov 18 | přestavěna na zámek                                                      |
| Smrčensko                  |         | Havlíčkův Brod   |                   | severozápadně od Kochánova | tvrziště                                                                 |
| Soběnov                    |         | Havlíčkův Brod   |                   | na okraji obce, na konci NS Sobíňov | tvrziště                                                                 |
| Speřice                    |         | Pelhřimov        | 26336/3-3288      | v lesíku u rybníka za domem čp. 13 | zřícenina                                                                |
| Stonařov                   |         | Jihlava          |                   | v zahradě za domem čp. 271 | tvrziště                                                                 |
| Stránecká Zhoř             |         | Žďár nad Sázavou | 24814/7-4439      | Stránecká Zhoř 1 | přestavěna na zámek                                                      |
| Střenč                     |         | Jihlava          |                   | v zaniklé vsi u přírodního koupaliště Jestřebí, nedaleko silnice II/403 mezi Stonařovem a Jestřebím                                         | zcela zanikla                                                            |
| Sudkův Důl                 |         | Pelhřimov        | 45268/3-3300      | Sudkův Důl 10 | tvrz                                                                     |
| Světlá nad Sázavou         |         | Havlíčkův Brod   | 21081/6-341       | Zámecká 1 | přestavěna na zámek                                                      |
| Štěměchy                   |         | Třebíč           | 30339/7-3074      | v parkově upraveném lese na okraji obce | zřícenina                                                                |
| Štěpkov                    |         | Třebíč           |                   | Štěpkov 39 | přestavěna na hospodářské budovy                                         |
| Štítky                     |         | Jihlava          | 30607/7-5244      | v zaniklé obci pod Hrachovou horou, v lokalitě Žlaby                                                                                        | tvrziště                                                                 |
| Tasov                      |         | Žďár nad Sázavou | 23609/7-3082      | v lesíku nedaleko soutoku potoků Zážlebík a Polomina                                                                                        | zřícenina                                                                |
| Těchobuz                   |         | Pelhřimov        | 45328/3-3303      | Těchobuz 1 | přestavěna na zámek                                                      |
| Třešť                      |         | Jihlava          | 46344/7-5331      | Dr. Richtra 234/6 | přestavěna na zámek                                                      |
| Úsobí                      |         | Havlíčkův Brod   | 38675/6-349       | Úsobí 1 | přestavěna na zámek                                                      |
| Ústrašín                   |         | Pelhřimov        | 22346/3-3319      | v lese mezi silnicí I/34 a Hejlovkou | tvrziště                                                                 |
| Valeč (nová tvrz)          |         | Třebíč           | 19692/7-3178      | Valeč 1 | přestavěna na zámek                                                      |
| Valeč (stará tvrz)         |         | Třebíč           |                   | na místě fary (čp. 3) | tvrziště                                                                 |
| Vaneč                      |         | Třebíč           |                   | na místě domu čp. 11 | zcela zanikla                                                            |
| Vesce                      |         | Třebíč           | 25223/7-3182      | Vesce 2 | přestavěna na zámek                                                      |
| Veselá                     |         | Pelhřimov        |                   | na místě domu čp. 31 (obecní úřad a kulturní dům)                                                                                           | tvrziště                                                                 |
| Větrný Jeníkov             |         | Jihlava          | 37951/7-7003      | Větrný Jeníkov 5 | přestavěna na zámek                                                      |
| Vilémov                    |         | Havlíčkův Brod   | 16674/6-354       | Klášter 1 | přestavěna na zámek                                                      |
| Višněvice (východní tvrz)  |         | Pelhřimov        |                   | v zaniklé vsi, mezi hájovnou Eustach a Hojavou, asi 100 metrů od západní tvrze směrem k prameništi bezejmenného přítoku Cerekvického potoka | tvrziště                                                                 |
| Višněvice (západní tvrz)   |         | Pelhřimov        |                   | v zaniklé vsi, mezi hájovnou Eustach a Hojavou                                                                                              | tvrziště                                                                 |
| Vojslavice                 |         | Pelhřimov        |                   | na skále nad VN Švihov, asi 150 metrů od centra obce                                                                                        | tvrziště                                                                 |
| Zábělčice                  |         | Havlíčkův Brod   |                   | v Golčově Jeníkově mezi tvrzí a starým zámkem                                                                                               | zcela zanikla                                                            |
| Žďár nad Sázavou           |         | Žďár nad Sázavou | 10424/7-8525      | Tvrz 276/8 | tvrz                                                                     |
| Želetava                   |         | Třebíč           |                   | na místě hřbitova u kostela sv. Kateřiny | zcela zanikla                                                            |
| Želetava (Starý hrad)      |         | Třebíč           | 30905/7-3198      | Rekreační 206 | tvrz                                                                     |
| Železné Horky              |         | Havlíčkův Brod   |                   | na kopci nad obcí | přestavěna na sýpku                                                      |